# Family Dinner (2022)
Family Dinner ist ein österreichischer Spielfilm von Peter Hengl aus dem Jahr 2022 mit Michael Pink, Pia Hierzegger, Nina Katlein und Alexander Sladek.

## Handlung

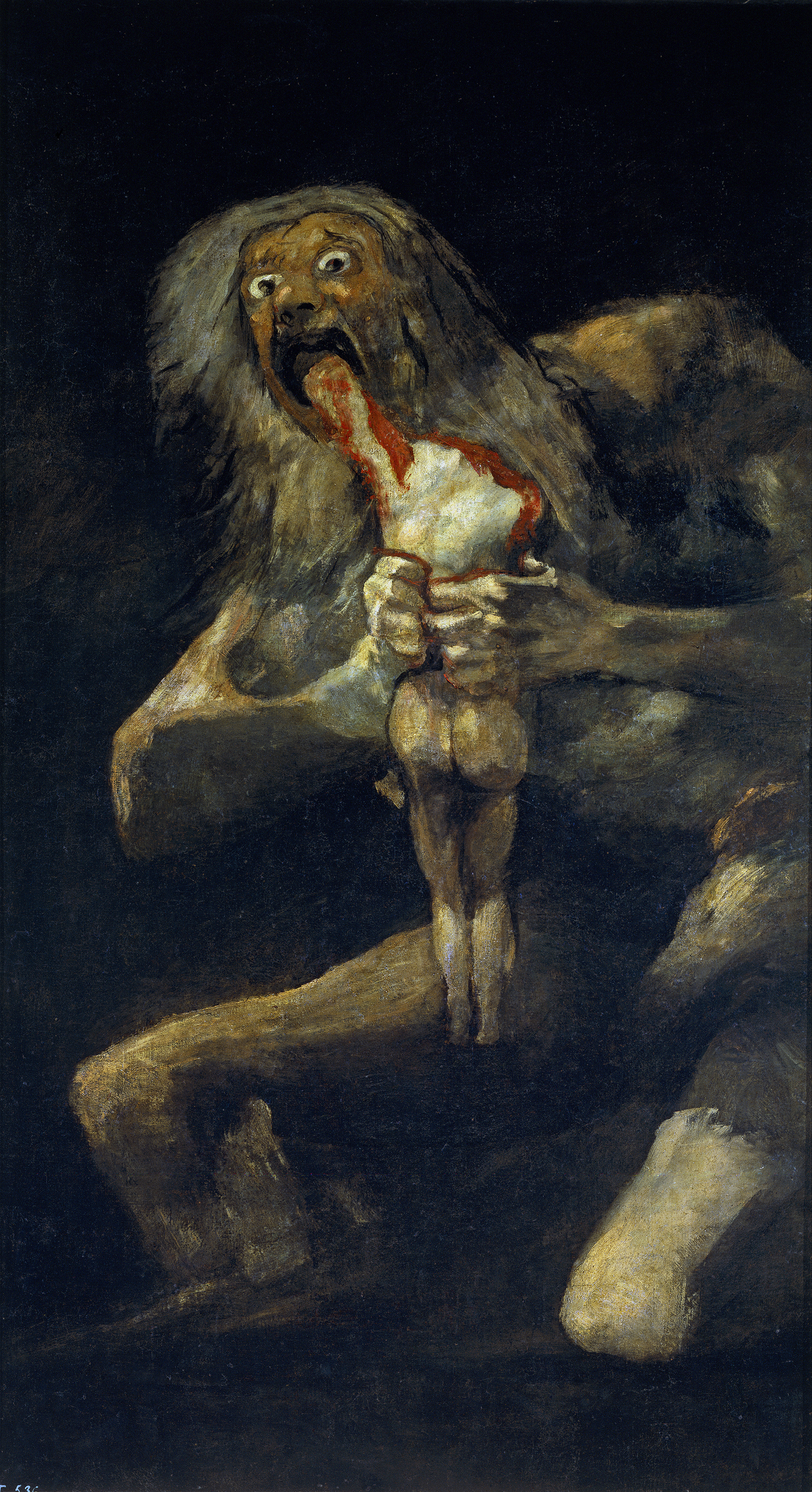
Das Gemälde Saturn verschlingt seinen Sohn von Francisco de Goya

Simone, genannt Simi, ist eine übergewichtige Teenagerin, die ihre Osterferien am Bauernhof ihrer Tante Claudia und deren Familie, ihrem Cousin Filipp und dessen Stiefvater Stefan, verbringen möchte. Claudia ist als Ernährungsberaterin tätig, daher wünscht sich Simi, dass ihr ihre Tante beim Abnehmen hilft. Die gibt allerdings zunächst an, dafür zu wenig Zeit zu haben. Während Simi gerne bis Ostermontag geblieben wäre, möchte Claudia, dass Simi nur bis Karfreitag bleibt, weil Ostern für sie ein persönliches Familienfest ist. Erst nachdem Filipp verschwunden ist und Simis Hinweis dazu führt, dass sie ihn wiederfinden, willigt Claudia ein, ihr beim Abnehmen zu helfen. Dafür soll Simi jetzt doch bis Ostersonntag bleiben. Simi wird von Claudia auf Null-Diät gesetzt.
Bei Filipp entdeckt Simi Steine mit Runen, während sie auf ihrem Kopfpolster einen Mäusekadaver findet. Am nächsten Tag hat Filipp ein blaues Auge, laut Stefan sei er unglücklich gestürzt. Simi verdächtigt Stefan Filipp geschlagen zu haben. Von Claudia erhält Simi ein Steinamulett mit Runen, das ihr Kraft geben und den Hunger stillen soll. Am Gründonnerstag begleitet Simi Stefan und Filipp auf die Jagd, bei der Filipp einen Feldhasen erlegt. Simi und Stefan nehmen das Tier später gemeinsam aus. Danach gesteht Filipp Simi, dass er fürchtet, dass ihm seine Mutter etwas antun möchte. Darauf angesprochen, erzählt Claudia Simi, dass Filipp eine kombinierte Persönlichkeitsstörung hat, sich aggressiv verhält, paranoid ist und mehrmals versucht hat, wegzulaufen.
Als Simi mit ihrer Mutter telefoniert, weil sie sich unwohl fühlt und nach Hause möchte, wird sie von Claudia unterbrochen, bald darauf ist Simis Mobiltelefon verschwunden. In einem Kasten findet Simi eine Mappe mit losen Blättern, darauf finden sich Abbildungen von okkulten Objekten, Runen sowie des Gemäldes Saturn verschlingt seinen Sohn von Francisco de Goya. Am Abend fragt Simi Filipp, ob sie gemeinsam weglaufen. Der hält das für unmöglich, auch weil Stefan das Tor immer mit einem Vorhängeschloss verschließt. Am Abend des Gründonnerstags serviert Claudia den von Filipp erlegten Hasen. Nachdem Simi mit der Diät aufhören möchte, bietet ihr Filipp seine Portion des Hasen an. Simi lehnt jedoch ab.
Simi organisiert sich den Schlüssel für das Eingangstor und plant gemeinsam mit Filipp die Flucht für den nächsten Morgen. Allerdings wird Simi erst später als geplant wach. Filipp soll angeblich alleine zu seinem Vater nach Wien aufgebrochen sein. Am Ostersonntag erlaubt Claudia Simi, mit ihnen zu essen. Auf einem Handyfoto mit Filipps ausgestrecktem Mittelfinger entdeckt Simi im Hintergrund die Axt aus der Werkstatt. Dort entdeckt Simi zerteilte Leichenteile von Filipp. Stefan findet Simi in der Werkstatt, laut ihm wurden beim gemeinsamen Familienessen Teile von Filipp gegessen. Simi sticht daraufhin mit einem Taschenmesser in den Bauch von Stefan und flüchtet vom Hof zum Holzstappel für das Osterfeuer. Nachdem Claudia vermutet, dass sich Simi im Holzhaufen versteckt hat, verschüttet Claudia Benzin. Simi gelingt es, Claudia mit Benzin zu übergießen und mit Claudias Laterne in Brand zu setzen.

## Produktion und Hintergrund
Die Dreharbeiten fanden an 25 Drehtagen vom 9. März bis zum 13. April 2021 in Wien und Niederösterreich  statt. Produziert wurde der Film von der österreichischen Capra Filmproduktions GmbH (Produzentin Lola Basara) in Koproduktion mit der Film AG Produktions GmbH (Produzenten Johanna Scherz und Alexander Glehr). Das Budget betrug rund 1,5 Millionen Euro.
Unterstützt wurde die Produktion vom Österreichischen Filminstitut, von FISA Filmstandort Austria, vom Filmfonds Wien und der Kulturförderung des Landes Niederösterreich, beteiligt war der Österreichische Rundfunk.
Die Kamera führte Gabriel Krajanek. Für die Montage verantwortlich war Sebastian Schreiner. Für den Ton und Sounddesign zeichneten Theda Schifferdecker und Lenja Gathmann verantwortlich, für das Kostümbild Marlene Pleyl, für das Szenenbild Pia Jaros, für die Maske Alexandra Knopp und für das Casting Marion Elisabeth Rossmann. Bei dem Film handelt sich um das Langfilm-Debüt des 1983 in Kufstein geborenen Peter Hengl.

## Veröffentlichung
Die Premiere des Horrorfilmes erfolgte am 10. Juni 2022 am Tribeca Film Festival. Am Sydney Film Festival wurde der Film am 14. Juni 2022 gezeigt. Im September 2022 wurde der Film am Fantasy Filmfest aufgeführt, am 23. und 24. Oktober 2022 wurde er auf der Viennale präsentiert.
Der österreichische Kinostart war am 27. Jänner 2023. Auf Blu-ray und DVD wurde der Film am 2. Mai 2024 veröffentlicht.
Die ORF-Erstausstrahlung ist für den 18. Juni 2025 vorgesehen.

## Rezeption
Christoph Petersen auf Filmstarts.de gab dem Film 4 von 5 Sternen bezeichnete den Film als „herrlich weird und creepy“ und betonte besonders die Performances von Nina Katlein („eine echte Entdeckung“) sowie Michael Pink und Pia Hierzegger.
Lida Bach bewertete den Film auf moviebreak.de mit 6,5 von 10 Punkten und verglich ihn mit Midsommar. Der Debütfilm von Peter Hengl mit düsteren Bildern und unterkühltem Chic überzeuge besonders durch bedrohliche Stimmung und bestechendes Schauspiel. Allerdings übernehme sich der Film mit seinen vielschichtigen und zahlreichen Themengebieten. Köstlich sei der mit schwarzem Humor gespickte Horror-Happen dennoch.
Torsten Dewi vergab 5 von 10 Punkten und bezeichnete den Film als Schwarze Komödie und böses Drama über die Abgründe einer scheinbar perfekten Verwandtschaft – leider generell etwas zu langsam und nach hinten raus zu banal.
Laut Hendrik Warnke auf film-rezensionen.de zeichne sich der Film durch gute Ideen und eine sehr gelungene Inszenierung aus, die für eine tolle Atmosphäre und einige wirklich gelungene Momente sorge. Allerdings sei der Plot sehr dünn und zu vorhersehbar. Warnke bewertete den Film mit sechs von zehn Punkten.
Religionswissenschafterin Kathrin Trattner schrieb auf DerStandard.at, dass sich die Produktion beizeiten wie eine vorhersehbare Aneinanderreihung von klassischen Horror-Motiven anfühle, von denen keines wirklich konsequent verfolgt würde. Der Film sei aber ein Liebhaberwerk eines Genrekenners, das insbesondere durch eine grandiose Hauptdarstellerin getragen würde.

## Auszeichnungen und Nominierungen
Romyverleihung 2023
- Nominierung in der Kategorie Entdeckung weiblich (Nina Katlein)[21]
- Nominierung in der Kategorie Beliebteste Schauspielerin Film (Pia Hierzegger)[22]

Diagonale 2023
- Diagonale-Preis Sounddesign / Bestes Sounddesign Spielfilm (Lenja Gathmann)[23]
- Diagonale-Schauspielpreis (Pia Hierzegger)[23]